# 莫松西略
莫松西略，是西班牙卡斯蒂利亚-莱昂塞戈维亚省的一个市镇。 总面积43平方公里，总人口1061人（2001年），人口密度25人/平方公里。